# Валенштадт
Валенштадт (нем. Walenstadt) — коммуна в Швейцарии, в кантоне Санкт-Галлен. 
Входит в состав округа Зарганзерланд. Население составляет 4892 человека (на 31 декабря 2007 года). Официальный код — 3298.
В Валенштадте родился лихтенштейнский горнолыжник Марко Бюхель